# El encantamiento de Merlín
El encantamiento de Merlín (The Beguiling of Merlin) es una pintura de Edward Burne-Jones elaborada entre 1872 y 1877.

## Historia
La obra fue comisionada por el magnate naviero y coleccionista de arte Frederick Richards Leyland a finales de la década de 1860. Tras un infructuoso comienzo debido a la pobreza de los materiales empleados en la elaboración, Burne-Jones empezó a trabajar propiamente en la pintura en 1873, terminando el cuerpo de la obra a finales de 1874, si bien la pintura no fue expuesta hasta 1877, con motivo de la inauguración de la Grosvenor Gallery de Londres. La obra fue adquirida por Lord Leverhulme en 1918, siendo exhibida actualmente en la Lady Lever Art Gallery.

## Descripción
La pintura representa una escena de la leyenda artúrica sobre la infatuación de Merlín con la Dama del Lago, Nimue. El mago es mostrado indefenso y atrapado en un arbusto de espino mientras Nimue lee un libro de hechizos.
Respecto a las referencias visuales, Burne-Jones empleó a Maria Zambaco, quien probablemente fue su amante entre 1866 y 1872, para modelar el rostro de Nimue.